# 鍾澍佳
鍾澍佳（1966年4月13日—），香港電視、電影製作人。曾擔任製片、電視編導、監製及電影導演等職。

## 生平
鍾澍佳曾就讀聖公會聖三一堂中學及新法書院。1974年參與香港電台《獅子山下》的演出，認識方育平導演，自此立志要當電影導演。鍾十七歲中學畢業開始入行當製片，十九歲加入香港無線電視由助理編導當起，曾任編導、高級編導，二十九歲當上監製，首部監製作品《難兄難弟》，更囊括1998年香港無綫電視萬千星輝賀台慶多項大獎。
2000年開始進軍電影圈，執導多部港產電影，曾以化名「鍾晴」執導電影。其電影手法較擅長從基層生活展開故事，戲種亦以喜劇居多。
2001年，受曾志伟邀请，为其主演的中国大陆电视剧《其实你不懂我的心》担任导演后，决定常驻中国内地发展，2005年定居北京，2012年结婚，太太是重庆人，育有两女。
2022年，受无线电视总经理曾志伟邀请，出任TVB New Wings Limited（后更名为77工作室有限公司）总监，负责无线电视与中国内地及海外的合拍剧业务。

## 電視作品列表

### 香港電台電視劇集演員
- 1974年：《獅子山下》

### 無綫電視

#### 助理編導
- 1988年：《無冕急先鋒》
- 1989年：《飛虎群英》
- 1990年：《午夜太陽》

#### 編導
- 1990年：《同居三人組》
- 1991年：《卡拉屋企》
- 1992年：《九反威龍》
- 1994年：《壹號皇庭III》
- 1994年：《生死訟》
- 1994年：《笑看風雲》
- 1995年：《天地男兒》
- 1995年：《一切從失蹤開始》
- 1996年：《新上海灘》
- 1997年：《壹號皇庭V》
- 1997年：《美味天王》
- 1997年：《難兄難弟》
- 1998年：《寵物情緣》
- 1998年：《難兄難弟之神探李奇》
- 1998年：《非常保鑣》
- 2000年：《十月初五的月光》

#### 監製
- 1997年：《難兄難弟》
- 1998年：《難兄難弟之神探李奇》

#### 77工作室總監製
- 2023年：《香港人在北京》（監製黃國輝）、《新聞女王》（監製關文深）
- 2024年：《反黑英雄》（監製方浤酌）、《法證先鋒VI：倖存者的救贖》（監製黃國輝）、《黑色月光》（監製關文深）
- 2025年：《刑偵12》（監製巢志豪）
- 未播映：《巨塔之后》（監製陳志江、黃頴珊）、《夫妻的博弈》（監製黃國輝）、《正義女神Themis》（監製方浤酌）、《模仿人生》（監製葉鎮輝）、《新聞女王2》（監製關文深）
- 籌備/拍攝中：《玫瑰戰爭》

### 中国大陸電視劇
- 2002年：《奔騰向海洋》(導演)
- 2003年：《其實你不懂我的心》(導演)
- 2003年：《鐵血豪情》(導演)
- 2004年：《夏日裡的春天》(監製)
- 2006年：《天橋的童話》
- 2009年：《孽緣》(導演)
- 2013年：《蘭陵王》(導演)
- 2017年：《擇天記》(總導演)
- 2018年：《欢乐无双》(導演)(2014年拍攝)
- 2019年：《時間都知道》(總導演)
- 2019年：《黄金大劫案》(導演)(2013年拍攝)
- 2019年：《十年三月三十日》(總導演)
- 2022年：《良辰好景知幾何》(總導演)
- 2022年：《星河長明》(總導演)
- 2023年：《戀戀紅塵》(總導演)
- 2024年：《錦衣夜行》(導演)
- 禁播中：《只问今生恋沧溟》(導演)

### 邵氏兄弟劇集監製
- 2018年：《守護神之保險調查》

## 電影作品列表

### 電影導演
- 1999年：《電影鴨》
- 2000年：《跑馬地的月光》
- 2001年：《月滿抱西環》
- 2001年：《老友記茶餐廳》
- 2002年：《九個女仔一隻鬼》
- 2003年：《百分百感覺2003》
- 2003年：《熱血狙擊》(電視電影)
- 2006年：《大丈夫2》(化名鍾晴執導)
- 2007年：《七擒七縱七色狼》(化名鍾晴執導)
- 2010年：《72家租客》
- 2010年：《龍鳳店》
- 2011年：《我愛HK開心萬歲》
- 2011年：《勁抽福祿壽》
- 2012年：《2012我愛HK喜上加囍》
- 2013年：《2013我愛HK恭囍發財》
- 2014年：《男人唔可以窮》

### 電影編劇
- 2000年：《跑馬地的月光》
- 2001年：《月滿抱西環》
- 2001年：《老友記茶餐廳》

### 電影監製
- 2006年：《魔術男》
- 2008年：《九降風 (電影)之中國大陸篇》又名攤開你的地圖
- 2011年：《公主的誘惑》

## 獎項
- 萬千星輝賀台慶1997我最喜愛的電視節目（戲劇節目）——難兄難弟
- 2014年，第六屆澳門國際電影節最佳导演《男人唔可以窮》[5]

## 外部連結
- 鍾澍佳导演的Facebook專頁
- 鍾澍佳的新浪微博
- 鍾澍佳在互联网电影资料库（IMDb）上的資料（英文）（英文）
- 在AllMovie上鍾澍佳的頁面（英文）
- 鍾澍佳在香港影庫上的簡介
- 鍾澍佳在豆瓣上的资料（简体中文）
- 鍾澍佳在时光网上的簡介（简体中文）